# 江戸鹿子
『江戸鹿子』（えどかのこ）は江戸時代前期に刊行された江戸の地誌。作者は藤田理兵衛。貞享4年（1687年）11月、江戸京橋南新両替町小林太郎兵衛刊。

## 概要
著者の藤田理兵衛については全く不明である。他の著書も伝わらない。
本書は貞享2年（1685年）刊の京都地誌『京羽二重』に直接影響を受けたものである。『京羽二重』には、京都の名産羽二重のように縦横無尽に京都を紹介するという意が込められている。一方、鹿子とは鹿の斑点のような模様を出した鹿の子絞りのことで、江戸では当時女形二代目伊藤小太夫が着たことで流行し、上方に逆輸入されて江戸鹿子と称されていた。序文では、「武蔵野に茂り茂めや江戸鹿子」を引き、武蔵野は広大無辺であるため、所々あらましを述べるに留まるから江戸鹿子と名付けたとする。
地誌では地域別に項目を立てることが多いが、『江戸鹿子』では『京羽二重』と同様主題別の構成を取り、検索性を重視している。説明文の長さはまちまちで、事物の羅列に留まる項目も多いが、江戸前期当時の商工業等の具体的な状況を知ることができる貴重な資料となっている。
説明文は先行する天和3年（1683年）刊『紫の一本』と類似する箇所が多く、参考の跡が見える。

## 各巻

### 第一巻
- 坂
- 堀
- 池
- 滝
- 井
- 水
- 名木
- 山
- 名石
- 谷
- 川
- 原
- 岡
- 台
- 森
- 橋
- 時鐘七ヶ所
- 渡
- 淵
- 野
- 沖
- 磯
- 島
- 堤土手
- 馬場
- 的場
- 塚

江戸で呼び習わされている地形や事物について、場所と由来を記す。

### 第二巻
- 御城之年中行事 - 江戸城の武家関連行事を記す。
- 町中年中行事 - 寺社祭礼等、町人に関わる行事を記す。
- 山王神事作物次第 - 日枝神社山王祭において出される山車46番を記す。
- 諸大名名物記 - 諸大名や寺院に伝来する焼物、掛軸、墨跡等の家宝を記す。万治3年（1660年）『玩貨名物記』の剽窃である[1]。

- 名弁財天
- 名観音
- 名薬師
- 名不動
- 六阿弥陀
- 名閻魔
- 庚申
- 名弥陀
- 名釈迦
- 名阿弥陀
- 名稲荷
- 観音欲目
- 薬師欲目

### 第三巻
- 神社 - 江戸内外の主な神社について、位置、由緒、社領石高、別当、神主等を載せる。
- 武蔵国神社 - 江戸近郊外にある武蔵国内の有名神社について、位置と社領石高を羅列する。

### 第四巻
- 天台仏閣
- 浄土仏閣
- 禅宗仏閣
- 真言仏閣
- 一向仏閣付時宗
- 法華仏閣
- 諸宗仏閣
- 諸宗末寺頭

- 武蔵国大寺 - 武蔵国神社と同様、場所と寺領石高を記す。

宗旨別に寺院の場所、由緒、本尊、寺領石高、墓所、坊舎、末寺等を記す。

### 第五巻
- 南北江府中 - 南北に走る通り別に、属する町名を羅列し、「此町筋諸職売物大概」として存在する商店の種類を書き連ねる。
- 東西江府中 - 東西に走る通りについて同様に記述する。
- 江府外町 - 府外の通り、地域について同様に記述する。およそ神田川、外濠外に当たるが、東海道芝金杉橋以北は府内、沿岸埋立地は府外に含めている。
- 江府異名 - 江戸内外の里俗地名、広域地名について、位置を記す。
- 諸職諸商人有所 - 商店の種類別に、それらが存在する場所を書き連ねる。
- 日本橋より諸方道積 - 日本橋から主要地点への里程を記す。
- 三昧 - 火葬場の場所を記す。
- 三大橋 - 両国橋、六郷橋、千住大橋を挙げる。
- 堺町 - 堺町の芝居町としての発展について詳述し、役者名を書き連ねる。
- 三谷吉原町 - 吉原の色町としての発展を詳述する。
- 吉原惣図
- 吉原年中行事
- 江戸八景
- 増上寺十景
- 吉原八景

### 第六巻
- 諸師諸芸 - 医師や絵師、演奏家等、専門技術者の住所と名を記す。
- 諸職名匠諸商人 - 各種道具の職人や菓子所等、専門業者の住所と名を記す。
- 問屋大概 - 各種問屋の住所と屋号を記す。

本巻は、移り変わりの激しい江戸にあって、比較的資料の乏しい江戸前期の商工業の状況をうかがえ、特に価値の高い箇所である。

## 後継書

### 『ゑ入江戸惣鹿子』
元禄2年（1689年）松月堂立羽不角編、大坂市兵衛刊。第一巻を
- 江戸略図
- 諸大名御屋敷付並御在城海陸遠近
- 御老中 - 老中
- 御側御用人 - 側用人
- 若御年寄 - 若年寄
- 御側衆 - 側衆
- 寺社御奉行 - 寺社奉行
- 御留守居 - 留守居
- 御火消御番 - 定火消

とし、既存6巻と併せて全7巻とし、挿絵を加えたもの。元禄4年（1691年）江戸近江屋十左衛門再刊。他に元禄6年（1693年）版、正徳3年（1713年）版がある。
なお、惣鹿子とは鹿の子絞りの内、これ以上絞る余地をなくした所謂疋田鹿子を指す。

### 『増補江戸惣鹿子名所大全』
元禄3年（1690年）、江戸中野左太郎・長右衛門刊。『江戸鹿子』の原作者による増補版である。本文は6巻『江戸鹿子』と同様だが、当時の人気絵師菱川師宣の挿絵が挿入され、『江戸鹿子』以上に広く知られた。後江戸芝神明町中野三四郎再刊。

### 『再板増補江戸惣鹿子名所大全』
寛延4年（1751年）、奥村玉華子撰、江戸藤木久市刊。後須原屋伊八再刊。編者奥村玉華子については不詳だが、医術や宗教への深い造詣がうかがえ、それらの職業に携わっていたとも考えられる。
50年以上の歳月を経て、構成、内容共に大幅に刷新され、以下のようになっている。
- 巻1上下 神社類聚 - 童子に「神祇は吾国の本源」であることを知らしめるため先頭に置かれた[3]。
- 巻2上-4上 寺院類聚 - 寛永寺を先頭に載せた後、地域別に項目を立て、その中で宗旨別に寺院を記す。
- 巻4下 江府霊仏類聚 - 阿弥陀、地蔵、観音、薬師、不動、弁財天について記す。
- 巻5上下 名所古跡類聚 - 体裁は旧本に従う。木については名木類聚として樹種毎に分けて掲載する。
- 巻6上下 名所旧跡雑集 - いろは順に公称里俗の地名を記す。「町」の読み方
- 巻7 江都年中行事 - 旧本と異なり武家の行事は載せていない。
  - 江都諸家名方并市中膏薬類聚
  - 諸細工名物
  - 江府名物并近国近在土産

武家屋敷、職人、商人は網羅不可能のため掲載されていない。
説明文も前作以降に出た類書を参照しつつ考証する研究性の高いものとなっているが、特に『江戸砂子』への批判が顕著であり、同書への対抗意識が窺える。

## 収録
江戸鹿子
- （翻刻）東京都『東京市史稿』産業篇7、1960年
- （影印）朝倉治彦監修『古板地誌叢書』8、すみや書房、1970年
- Google ブックス 1-3巻4-6巻

江戸惣鹿子名所大全
- （翻刻）江戸叢書刊行会『江戸叢書』3,4、1916年（NDLJP:952977/231, NDLJP:952978/229）
  - 名著刊行会、1964年
  - 日本図書センター、1980年
- 国文学研究資料館電子資料館

再板増補江戸惣鹿子名所大全
- （影印）花咲一男編『再板増補江戸惣鹿子名所大全』、渡辺書店、1973年

## 派生本
『江戸鹿子』は後世の江戸地誌の題名にも影響を及ぼし、また各地で御当地版『江戸鹿子』が成立した。
- 寛文・延宝頃 - 著者不明『越前鹿子』
- 元禄4年（1691年） - 磯貝捨若『日本鹿子』
- 元禄8年（1695年） - 著者不明『仙台鹿の子』
- 享保17年（1732年） - 菊岡沾涼『江戸砂子』
- 享保18年（1733年） - 豊島治左衛門露月『江戸名物鹿子』
- 宝暦頃 - 原田直久『米府鹿子』 - 米沢